# Haringgraat
De haringgraat (Halecium halecinum) is een hydroïdpoliep uit de familie Haleciidae. Halecium halecinum werd door Carl Linnaeus vermeld in zijn Systema naturae uit 1758.

## Beschrijving
De haringgraat heeft goed herkenbare kolonies, met hoofdstelen tot 25 cm hoog, die afwisselend geplaatste, rechte zijtakken hebben. Opvallend aan deze soort is dat de zijtakken in één vlak staan; hier komt ook de naam haringgraat vandaan. Op de takken gaat dit patroon gewoon door: de hydrotheca (voedende poliepen) van de poliepen zijn ook afwisselend geplaatst. Ze zijn eigenlijk veel te klein voor de poliepen, die er voor het grootste deel uitsteken. De hydrotheca zijn eigenlijk trompetvormige kragen. Wanneer de poliep afsterft, vormt een nieuwe poliep een nieuwe kraag vanuit de oude.
Er zijn mannelijke en vrouwelijke gonotheca (voortplantingsorganen) in duidelijk verschillende huisjes: de vrouwelijke zijn langer en dunner, en er staan twee of drie minipoliepjes op. De mannelijke gonotheca zijn daarentegen langgerekt eivormig. De kleur van de stelen is geelwit tot oranjebruin.

## Verspreiding
Deze hydroïdpoliep komt voor in zowel de oostelijke en westelijke Atlantische Oceaan als de oostelijke Stille Oceaan. Zijn verspreidingsgebied strekt zich uit van Spitsbergen, via de Middellandse Zee en de kusten van West-Europa en West-Afrika tot Zuid-Afrika. Het is ook aanwezig in het westen van IJsland en het oosten van Groenland, en in zuidelijke richting langs de oostkust van Noord-Amerika tot aan de Caraïbische Zee en Colombia. In de oostelijke Stille Oceaan strekt zijn verspreidingsgebied zich uit van Alaska tot Californië en het is ook aanwezig in de Molukken, Japan en de Zee van Ochotsk. Het groeit op harde oppervlakken zoals schelpen en stenen in de ondiepe sublitorale zone en in dieper water.
De haringgraat wordt gegeten door diverse soorten zeenaaktslakken, zoals de gestippelde knotsslak en karmozijnrode knotsslak.